# Chlorita popovi
Chlorita popovi är en insektsart som beskrevs av Aleksey A. Zachvatkin 1953. Chlorita popovi ingår i släktet Chlorita och familjen dvärgstritar. Inga underarter finns listade i Catalogue of Life.